# Sebastián Piñera

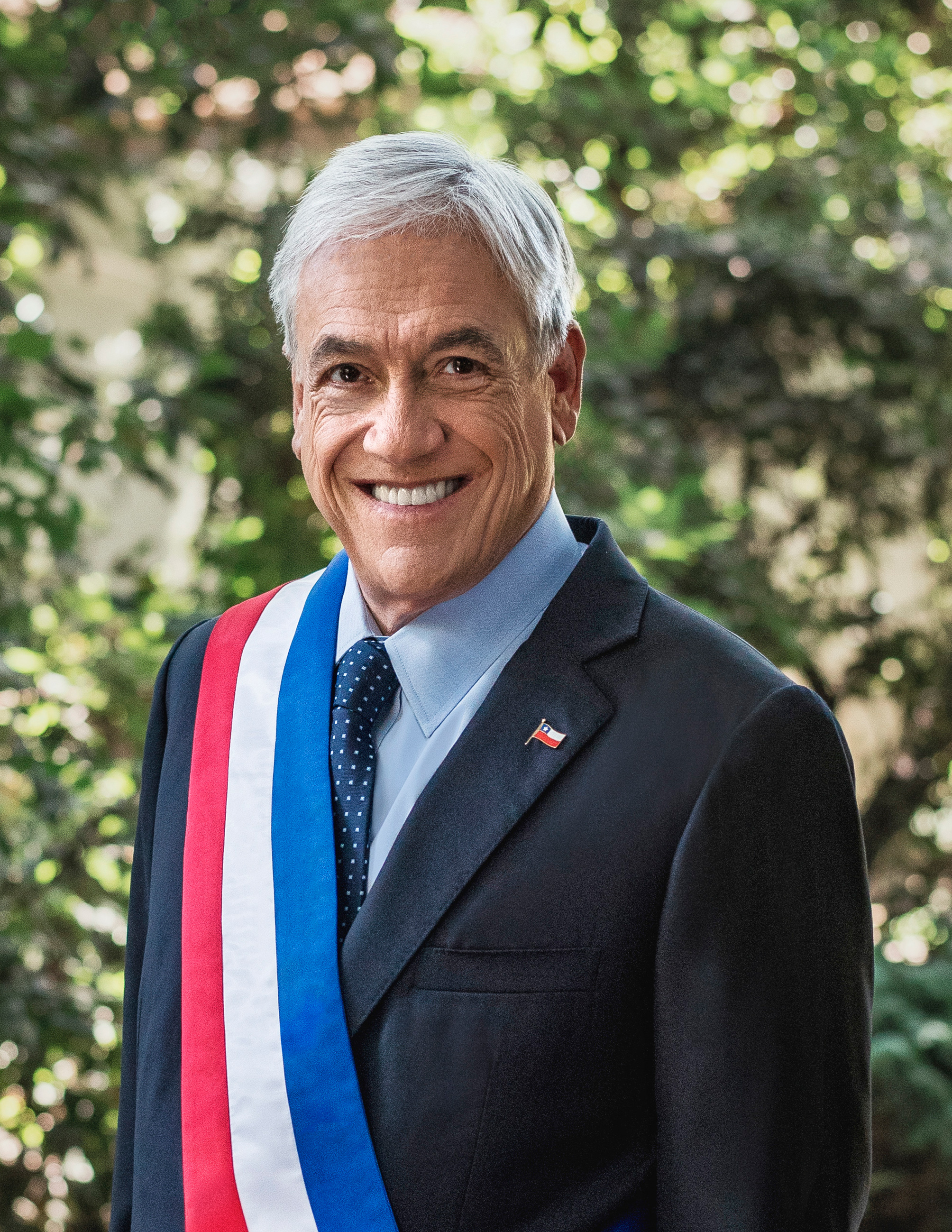
Sebastián Piñera (2018)

Miguel Juan Sebastián Piñera Echenique (* 1. Dezember 1949 in Santiago de Chile; † 6. Februar 2024 im Lago Ranco) war ein chilenischer Milliardär, Unternehmer und Politiker (RN). Er war von 2010 bis 2014 und von 2018 bis 2022 Präsident Chiles.

## Leben
Wegen der Arbeit seines Vaters wanderte die Familie in die USA aus. Nach der Rückkehr im Jahr 1955 besuchte er die Schule in Chile und studierte ab 1968 Wirtschaftswissenschaften an der Pontificia Universidad Católica de Chile, absolvierte sein Studium als Jahrgangsbester und erhielt dafür den Raúl-Iver-Oxley-Preis, benannt nach einem Professor für Wirtschaftswissenschaften an der Universidad de Chile. Im Anschluss studierte er – ebenso wie sein Bruder José Piñera – an der US-amerikanischen Harvard University in Cambridge (Massachusetts), legte dort sein Master-Examen ab und erlangte einen Ph.D. in Wirtschaftswissenschaften.
Danach kehrte er nach Chile zurück, um bei der Comisión Económica para América Latina y el Caribe, einer Organisation der Vereinten Nationen, zu arbeiten. Von 1971 bis 1990 arbeitete er als Professor an der Universidad de Chile, der Universidad Católica und der Universidad Adolfo Ibañez. In den 1980er Jahren gründete er die Firma Bancard S.A., die Kreditkarten vermarktet. Piñera war mit knapp einem Drittel Anteilseigner der Fluggesellschaft LAN Airlines (der heutigen LATAM Airlines) und des privaten Fernsehsenders Chilevisión, bis er diese Beteiligungen 2010 abstieß. Laut Forbes Magazine besaß Piñera 2019 ein Vermögen von 2,8 Milliarden US-Dollar. Reich wurde er mit der Einführung von Kreditkarten in Chile in den 1980er Jahren. Damit gehörte er zu den reichsten aktiven Politikern der Welt.

## Politische Laufbahn
Seine erste politische Aktivität entwickelte er noch während der Diktatur von Augusto Pinochet. Dennoch bekannte er sich als einer der wenigen rechten Politiker der Zeit öffentlich dazu, dass er im Plebiszit 1988 für das Ende der Diktatur stimmen werde, was damals für sehr viel Aufsehen sorgte. Auch distanzierte er sich von der Wirtschaftspolitik der Chicago Boys. 1992 gelangte er dann an den Tiefpunkt seiner Karriere, als der rechte Politiker Ricardo Claro ein privates Telefonat veröffentlichte, in dem Piñera und Pedro Pablo Díaz die konservative Politikerin Evelyn Matthei zu verunglimpfen planten. In den 1990er Jahren saß er im Senat, bevor er die Fluglinie LAN Chile und den Fernsehkanal Chilevisión kaufte. Im Mai 2005 kündigte er dann seine erste Kandidatur für die Präsidentschaft an.
Im Süden der Insel Chiloé eröffnete er 2005 das private Naturschutzgebiet Parque Tantauco.

### Präsidentschaftswahl 2005/06
Bei der Präsidentschaftswahl 2005/2006 war er der Präsidentschaftskandidat der Renovación Nacional. Er besiegte im ersten Wahlgang den Politiker der chilenischen Rechtspartei Unión Demócrata Independiente Joaquín Lavín und erhielt 25,44 Prozent der Stimmen, womit er in die Stichwahl kam, die am 15. Januar 2006 stattfand und die die Sozialisten mit ihrer Präsidentschaftskandidatin Michelle Bachelet mit 53,4 Prozent der Stimmen gewannen.

### Präsidentschaftswahl 2009/10

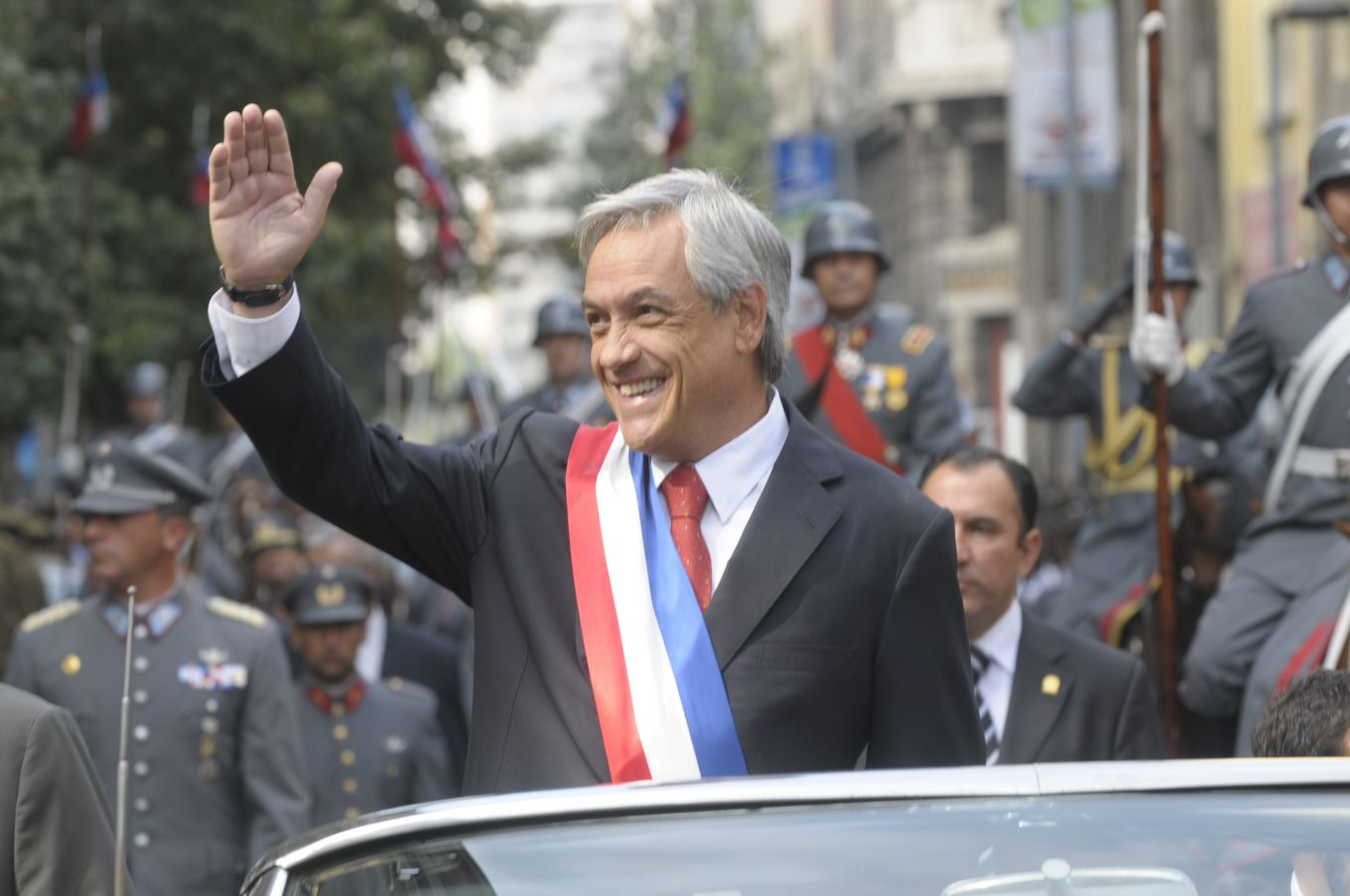
Sebastián Piñera 100 Tage nach dem Beginn seiner ersten Präsidentschaft

Bei der Präsidentschaftswahl in Chile 2009/2010 kandidierte er mit seiner Partei Renovación Nacional („Nationale Erneuerung“) für die Coalición por el Cambio („Koalition für die Veränderung“), welcher als konservativem Gegenblock gegen die Concertación de Partidos por la Democracia („Vereinbarung von Parteien für die Demokratie“) der damaligen Präsidentin Michelle Bachelet gemeinhin gute Chancen prognostiziert wurden. Tatsächlich konnte Piñera am 13. Dezember 2009 mit 44,03 Prozent die mit Abstand meisten Stimmen für sich und seine Partei gewinnen. Bei der folgenden Stichwahl am 17. Januar gegen den Ex-Präsidenten Eduardo Frei Ruiz-Tagle konnte Piñera fast 52 Prozent der Stimmen auf sich vereinen. Frei hatte nach Bekanntgabe der ersten Ergebnisse seine Niederlage erklärt.
Josef Oehrlein schrieb am 18. Januar 2010 in der Frankfurter Allgemeinen Zeitung:

„Dass Piñera ein Haupt-Eigner der größten chilenischen Fluggesellschaft ist sowie Anteile am privaten Fernsehsender ‚Chilevisión‘ und am populären chilenischen Fußballclub ‚Colo Colo‘ hält, brachte ihm den Ruf ein, der Berlusconi Chiles zu sein.“

Als Reaktion auf die Kritik an den potenziellen Interessenskonflikten verkaufte Piñera im Jahr 2010 seine Anteile an der Fluggesellschaft LAN Chile und am Fernsehsender Chilevision.

### Amtszeit 2010–2014

Logo der chilenischen Regierung während der Präsidentschaft von Piñera

Als Wahlsieger trat Piñera am 11. März für vier Jahre die Nachfolge der sozialistischen Präsidentin Michelle Bachelet an. Damit bekleidete erstmals seit der Diktatur Augusto Pinochets ein konservativer Politiker das Präsidentenamt. Ins Kabinett berief Piñera Politiker der RN, der UDI sowie Parteilose.
Das Erdbeben vom 27. Februar 2010 ereignete sich nur wenige Tage vor der Amtseinführung Piñeras. In dieser Übergangszeit arbeitete er eng mit seiner Vorgängerin Bachelet zusammen, um eine langfristige Hilfe für die betroffenen Regionen zu ermöglichen.
Der Journalist Gerhard Dilger hielt Präsident Piñera in einem Bericht für Medico international im April 2011 vor, privaten Unternehmen zu Gewinnen verholfen zu haben, indem er ihnen nach dem verheerenden Erdbeben im Februar 2010 Aufträge zuschob. Während sich Piñeras Regierung ein Vorzugszeugnis beim Wiederaufbau ausstellte, berichtet Dilger, dass 500.000 Menschen durch das Erdbeben und mangelhafte Hilfsmaßnahmen der Regierung in die Armut gestürzt wurden. 150.000 durch das Erdbeben obdachlos Gewordene hausten noch ein Jahr danach oder länger in provisorischen Hütten. Dilger nennt Piñeras Reaktion auf das Erdbeben ein „bürokratisiertes, autoritäres und auf Kapitalinteressen ausgerichtetes Krisenmanagement“.

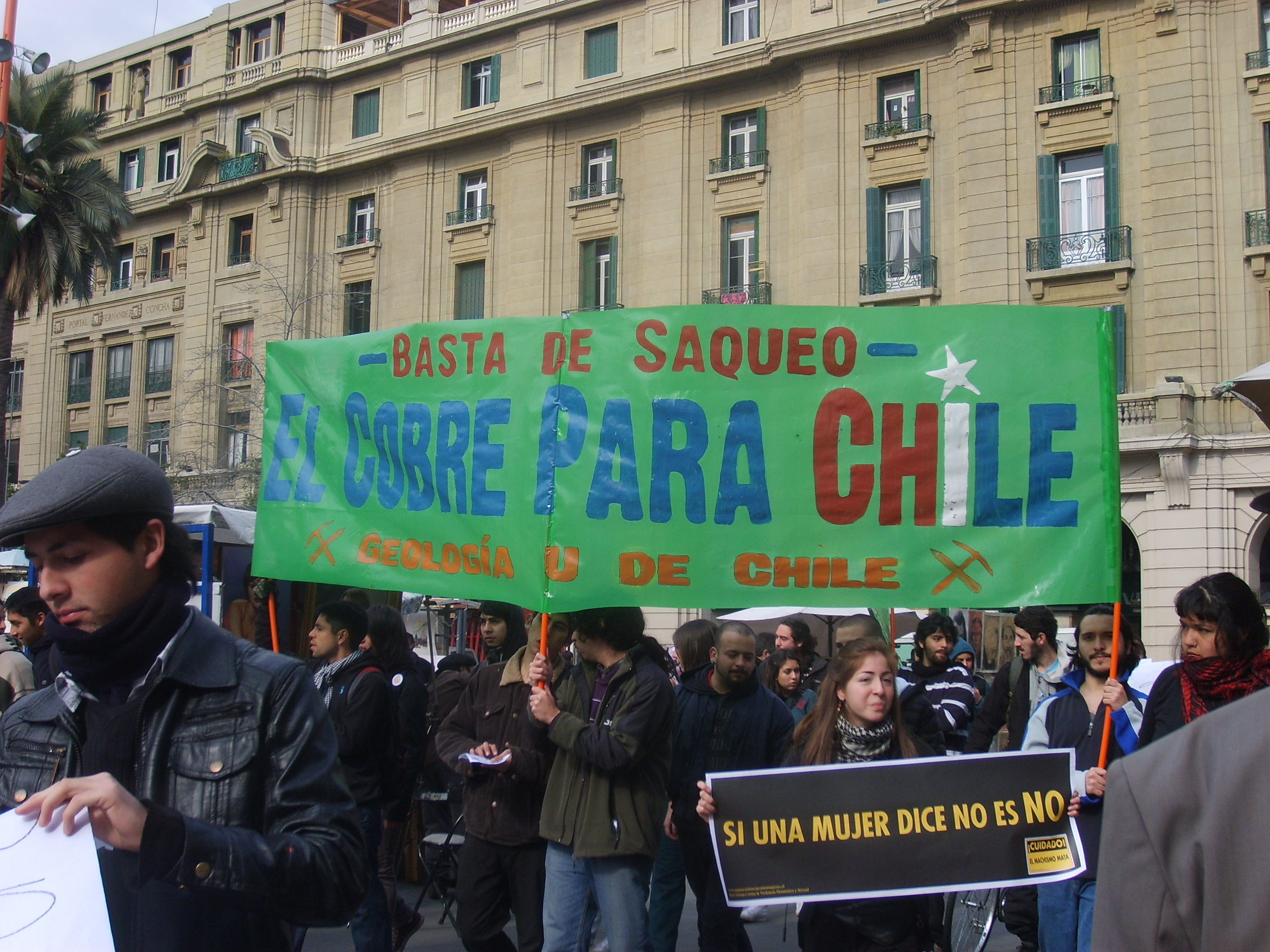
Chilenische Studenten und Arbeiter demonstrieren für die Regulierung des Kupfermarktes

Kritik erntete Piñera in linksgerichteten Kreisen vor allem für seine Haltung während der Bildungsproteste 2011 und 2012. Seine ablehnende Haltung gegen eine Bildungsreform des größtenteils privaten Bildungssystems, welches noch aus der Zeit der Diktatur stammt, und das von ihm geforderte harsche Vorgehen der Polizei ließen ihn in der Sympathie des Volkes dramatisch sinken. In seine Amtszeit fallen damit nicht nur die größten Massendemonstrationen seit dem Ende der Diktatur, sondern er war bis dato auch der unbeliebteste Präsident des Landes seit Pinochet (mit zeitweise nur noch 26 % Zustimmung unter der Bevölkerung).
Die Regierung büßte dabei vor allem durch ihr spätes Einlenken Sympathien ein. So zeigte sie sich erst 2012 zu Gesprächen mit Studentenvertretern bereit. Das Vorgehen der Polizei gegen die zum Teil noch minderjährigen Schüler und Studenten sorgte auf der anderen Seite für eine starke Identifizierung der Zivilgesellschaft mit den Protesten, sodass diese sich schnell zu allgemeinen Protesten gegen die konsumorientierte Gesellschaftsstruktur Chiles ausweitete, die seit den wirtschaftlichen Reformen der Militärdiktatur herrschte.
Die Neue Zürcher Zeitung urteilte anlässlich des Endes von Piñeras Amtszeit, seine Regierung sei „in vielerlei Hinsicht erfolgreich“ verlaufen: „Insbesondere ihre wirtschaftliche Bilanz ist mit Wachstumsraten über fünf Prozent und einer rekordtiefen Arbeitslosigkeit beachtlich.“
Am 11. März 2014 übernahm Michelle Bachelet als Nachfolgerin Piñeras erneut das Präsidentenamt.

### Präsidentschaftswahl 2017
Bei der Präsidentschaftswahl 2017 trat Sebastian Piñera mit seiner Partei Renovación Nacional für die rechts-konservative Koalition Chile Vamos an. Er trat in der ersten Runde gegen acht verschiedene Kandidaten an (nach Reihenfolge des Stimmenanteils nach der ersten Runde: Alejandro Guillier Álvarez, Beatriz Sánchez Muñoz, José Antonio Kast Rist, Carolina Goic Boroevic, Marco Enríquez-Ominami Gumucio, Eduardo Artés Brichetti und Alejandro Navarro Brain) und gewann diese mit 36,64 % der abgegebenen Stimmen. So qualifizierte er sich zusammen mit Alejandro Guillier, dem Kandidaten der Sozialistischen Partei, für die Koalition Nueva Mayoria, der auch die damalige Präsidentin Michelle Bachelet angehörte, für die zweite Runde der Präsidentschaftswahlen. Diese gewann Sebastian Piñera mit 54,57 % der Stimmen.

### Amtszeit 2018–2022
Er wurde am 11. März 2018 als Präsident eingeschworen. Nach dieser Amtsperiode konnte er keine dritte Amtszeit anstreben, da die aktuelle Verfassung Chiles dies nicht zulässt.
Im Zuge der Massenproteste gegen soziale Ungleichheit rief Piñera am 20. Oktober 2019 den Notstand aus und ließ – erstmals seit dem Ende der Militärdiktatur – die Streitkräfte in der Hauptstadt patrouillieren. Er erklärte, dass sich das Land in einem „Krieg gegen einen machtvollen und unerbittlichen Feind“ befände. Am 27. Oktober 2019 entließ der Präsident sein gesamtes Kabinett, trat aber selbst – anders als von vielen Demonstranten gefordert – nicht zurück.
Während seiner Amtszeit endete der chilenische Konflikt mit den Mapuche nicht.
Im Dezember 2021 unterzeichnete er das Gesetz zur gleichgeschlechtlichen Ehe, das im März 2022 in Kraft trat.

## Tödlicher Unfall
Am 6. Februar 2024 kam Piñera bei einem Hubschrauberunfall mit einem Robinson R66 über dem Lago Ranco in Chile in der Nähe des Sektors Illihue am Südufer ums Leben. Piñera befand sich auf dem Rückflug zu seinem Haus am Nordufer des Sees nach einem Mittagessen im Haus des befreundeten Geschäftsmannes José Cox, als der Hubschrauber abstürzte. Er überlebte den Absturz, konnte aber seinen Sicherheitsgurt nicht ablegen und ertrank. Mit an Bord waren seine Schwester Magdalena und der Geschäftsmann Miguel Ignacio Guerrero mit seinem Sohn Bautista Guerrero, die alle überlebten.
Er erhielt ein Staatsbegräbnis: Nach zweitägiger Totenwache im Alten Gebäude des Nationalkongresses in Santiago wurde in der Metropolitankathedrale eine Trauermesse für ihn abgehalten. Die chilenische Regierung rief wegen seines Todes eine dreitägige Staatstrauer aus. Am 9. Februar 2024 wurde Piñera auf dem Parkfriedhof von Huechuraba gleich neben dem Grab eines Vorgängers, Gabriel González Videla, beigesetzt. Die beiden gehören zu den wenigen chilenischen Präsidenten, die nicht auf dem Hauptfriedhof Cementerio General de Santiago liegen.

## Privates
Sebastián Piñera war ein Neffe des römisch-katholischen Erzbischofs Bernardino Piñera Carvallo (1915–2020) und Cousin des Politikers Andrés Chadwick. Er war ab 1973 mit Cecilia Morel verheiratet. Aus der Ehe gingen vier Kinder hervor.
Im Jahr 2021 wurde durch die Pandora Papers bekannt, dass Piñera Steuerflucht beging.

## Verkörperung in Filmen
Im Katastrophenfilm 69 Tage Hoffnung von 2015, der das Grubenunglück von San José vom August 2010 zum Thema hat, spielte Bob Gunton die Rolle des Präsidenten Sebastián Piñera.